# Игнатьев, Варнава Ефимович
Варнава Ефимович Игнатьев  (1860—1927) — русский учёный-гигиенист, доктор медицины (1903), профессор (1918).

## Биография

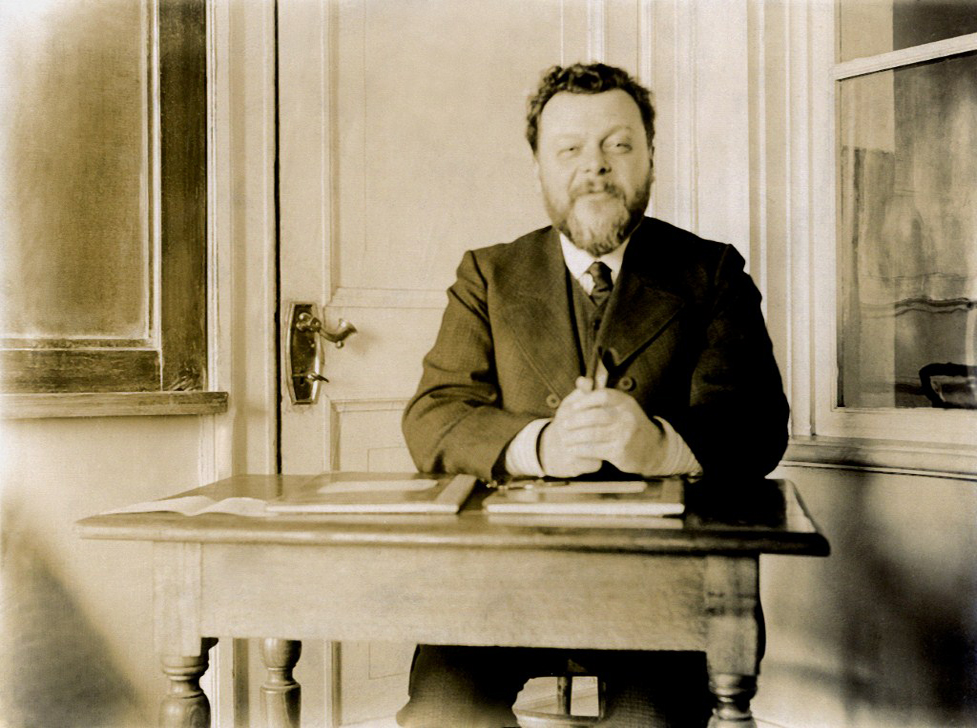
1906 год

Родился 28 декабря 1859 года (9 января 1860 года по новому стилю) в Пензе в дворянской семье.
В 1882 году окончил медицинский факультет Московского университета (был учеником Ф. Ф. Эрисмана) и работал в нём на кафедре гигиены, а также в других медицинских учреждениях. В 1903 году защитил диссертацию «Рассеянное искусственное освещение классных комнат». В 1908 году открыл в Москве частное учебное заведение, преобразованное в 1915 году в Коммерческое училище. В 1911 году Игнатьев участвовал в конкурсе на замещение должности профессора медицинского факультета, но не был избран и покинул Московский университет. По другим данным причиной ухода из университета явился протест против назначения министром просвещения реакционера Л. А. Кассо.
Был одним из организаторов Московского института физической культуры и его первым ректором (в 1918–1923 годах). Также руководил кафедрой школьной гигиены Московского педагогического института. Был консультантом по вопросам школьной гигиены и физического воспитания при Наркомздраве и Наркомпросе РСФСР.
Жил в Москве в Гороховском переулке, 4 в здании Межевого института. Умер 5 октября 1927 года в Москве.